# 대니얼 러더퍼드

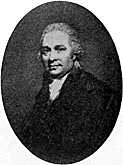
대니얼 러더퍼드

대니얼 러더퍼드(Daniel Rutherford, 1749년 11월 3일~1819년 11월 15일)는 스코틀랜드의 화학자이자 의사이다. 1772년 질소를 발견한 것으로 알려져 있다.